# Hvor går grænsen...
Hvor går grænsen... er en dansk dokumentarfilm fra 2005, der er instrueret af Lars Feldballe Petersen.

## Handling
I Irak sætter en amerikansk oberstløjtnant pistolen mod en fanges hoved og tvinger ham til at afsløre sine attentat-planer. Oberstløjtnanten redder sine mænd, men bliver senere stillet for en militærdomstol. I England konfronteres den forhenværende indenrigsminister Jack Straw med en række eksempler på vold og overgreb i engelske fængsler. Men der er ikke mange stemmer i at forbedre fangers vilkår. I Haag bliver en tidligere bosnisk soldat dømt ved Menneskerettighedsdomstolen, selv om hans overordnede tvang ham til at udføre krigsforbrydelserne. I Frankfurt truer en tysk politiofficer en kidnapper med vold for at redde et lille barn, og sagen deler den tyske befolkning i to - for hvor går grænsen mellem menneskerettigheder og sikkerhed? Med stærke eksempler og nærværende optagelser og interviews tegner filmen et globalt billede af et højaktuelt dilemma.